# S!ミュージックコネクト
S!ミュージックコネクトは、ソフトバンクモバイルが提供する音楽配信サービス兼携帯電話への音楽ファイル転送サービスである。
2007年10月より秋冬モデルと同時に発表された。他社の類似サービスとして、ドコモはうた・ホーダイ、au（KDDI／沖縄セルラー電話）ではLISMOが提供されている。他社と比べて前者とは半年以上、後者とは1年半以上遅れてサービス開始。
特にサービスとしては、LISMOに近いが、LISMOと異なり携帯電話本体で購入した、着うたフルや、メール・アドレス帳をパソコン上でバックアップする事は出来ない。
2009年2月16日をもってソフトウェアのダウンロードサービス終了、3月31日をもってサービス終了。
後継となるサービスはなく、2011年11月、スマートフォン向けに「SoftBank MUSIC BOX」をレコチョクとの連携でサービスを開始したものの、2014年3月に終了した。

## 特徴その他
- CDからのリッピング（ノンセキュアWMA形式のみ）、ポータルサイトからの音楽購入の他、WMA（ノンセキュアWMA含む）音楽ファイルのインポートが可能。
- MP3などはインポート（および携帯電話への転送）ができない。
- 取得・送信されるCD情報はS!ミュージックコネクト独自で管理している。
- コンピレーションアルバム対策のため、曲ごとのアーティスト名とは別にアルバムアーティスト名のパラメータをもうけている。
- CDからリッピングした場合、フォルダは、softbank￥（アルバムアーティスト名）￥（アルバム名）￥となり、ファイル名は曲名の頭にトラック番号が付く。
- 921Pの場合、600曲まで保存可能。また、音楽ファイルは￥PRIVATE￥MYFOLDER￥My Items￥WMAudio￥（アルバムアーティスト名）￥（アルバム名）￥（ファイル名）、システムフォルダは￥PRIVATE￥MYFOLDER￥My Items￥WMSystem となる。
- プロパティの編集・情報送信は1曲ずつしかできない。
- ノンセキュアWMAを携帯電話に転送した場合はノンセキュアWMAのままになる（921Pの場合）。
- S!ミュージックコネクトソフトウェアで、携帯電話側のプレイリストの作成・編集・削除はできない。

## 対応機種

### SoftBank 3G

#### シャープ製
- SoftBank 820SH
- SoftBank 821SH
- SoftBank 822SH
- SoftBank 823SH
- SoftBank 824SH/824SH Active Line/824SH Elegant Line
- SoftBank 825SH
- SoftBank 920SH/920SH YK
- SoftBank 921SH
- SoftBank 922SH
- SoftBank 923SH
- SoftBank 930SH
- SoftBank 931SH

#### パナソニック製
- SoftBank 823P
- SoftBank 824P
- SoftBank 920P
- SoftBank 921P
- SoftBank 930P

#### サムスン製
- SoftBank 930SC

### SoftBank X シリーズ

#### HTC製
- SoftBank X01HT
- SoftBank X02HT
- SoftBank X03HT

#### 東芝製
- SoftBank X01T

#### ノキア製
- SoftBank X02NK